# Johann Heinrich Haeberlin (Museumsleiter)

Grundriss des herzoglichen Kunst- und Naturalienkabinetts Braunschweig, kolorierte Zeichnung von Johann Heinrich Haeberlin, 1768

Johann Heinrich Haeberlin (* 15. Mai 1738 in Braunschweig; † 23. August 1808 ebenda) war ein deutscher Hofrat und Museumsdirektor. Er war mehr als 50 Jahre am herzoglichen Kunst- und Naturalienkabinett, dem heutigen Herzog Anton Ulrich-Museum, tätig, dessen Leiter er von 1780 bis 1806 war.

## Leben
Johann Heinrich Haeberlin wurde 1738 in Braunschweig als Sohn des Kammerdieners Eberhard Ernst Haeberlin geboren. Er besuchte 1758 das dortige Collegium Carolinum und nahm 1771 ein Studium der Rechtswissenschaft an der Universität Helmstedt auf. Er war Kanonikus und nachfolgend Senior des St. Cyriakusstifts in Braunschweig.
Haeberlin war am herzoglichen Kunst- und Naturalienkabinett in Braunschweig ab 1765 als Registrator und ab 1777 als Sekretär tätig. Im Jahr 1780 wurde er zum Hofrat ernannt und mit der Leitung des Museums beauftragt, dessen Bestände er konservatorisch zu sichern suchte. Er schloss die Aufstellung der Sammlungsstücke ab. Während der Regentschaft Herzog Karl Wilhelm Ferdinands war eine Sammlungserweiterung praktisch nicht möglich, da diesem laut Alfred Walz die Begeisterungsfähigkeit „für das Erwerben und Aufbewahren von Gegenständen, die hauptsächlich der ästhetischen Befriedigung dienten“, fehlte. Es sind für den Zeitraum 1780 bis 1806 nur einzelne Neuerwerbungen, aus dem Kreis der herzoglichen Familie stammend, dokumentiert. Haeberlin hinterließ kein wissenschaftliches Werk. Er starb im August 1808 im Alter von 70 Jahren in Braunschweig.

## Werke
Im Jahr 1768 fertigte Haeberlin eine kolorierte Zeichnung des Grundrisses des Museums am neuen, seit 1765 bestehenden Standort im Paulinerkloster am Bohlweg an. In der Skizze vermerkte er die Positionen der wesentlichen Sammlungsabteilungen. Haeberlin war maßgeblich an der Entstehung der Braunschweiger Daktyliothek, der Sammlung von Abdrücken geschnittener Schmuck- oder Edelsteine (Gemmen oder Kameen), beteiligt. Die Fertigstellung dieser Dactyliotheca Musei Brunsvicensis ist in einer Notiz des späteren Museumsleiters Johann Gottfried Hoefer vom 7. September 1771 vermerkt: „Der Registrator Haeberlin hat nun alle auf dem Cabinet befindliche tiefgeschnittene Steine, ingleichen die gläsernen Abgüße aus den frantzösischen und andern Sammlungen in Gips abgegoßen.“